# Лексс
«Лексс» (англ. Lexx) — науково-фантастичний телесеріал спільного виробництва Канади, Німеччини і Великої Британії 1997 року. Вирізняється значною мірою фарсу і чорного гумору. Тривав у оригінальному показі 4 сезони з 18 квітня 1997 року по 26 квітня 2002.
Сюжет оповідає про пригоди групи маргіналів, котрі заволодівають космічним кораблем «Лексс» і з його допомогою прагнуть побороти небезпеки Всесвіту та знайти новий дім.

## Сюжет
В давнину космічна цивілізація брунен-джей боролася з цивілізацією Комах і здобула перемогу. За якийсь час у Всесвіті став набирати сили й завойовувати планети Його Тінь, дійшовши врешті й до війни з брунен-джей. В останній битві з Його Тінню всі брунен-джей загинули, проте однією з оракулів часу знищеної цивілізації було дано пророцтво, що колись правлінню Його Тіні покладе кінець останній з брунен-джей. Вбивши єдиного вцілілого, Його Тінь продовжив підкорення Всесвіту, впевнений, що пророцтво тепер не здійсниться.
Минає 2008 років. Його Тінь править Лігою 20000 планет, де встановлено суворі порядки і майже ніхто не наважується ослухатися волі володаря. Його Тінь в черговий раз переселяється в нове тіло, щоб продовжити своє життя, за якого в столиці Кластер буде завершено найпотужнішу зброю «Лексс». Попри застереження своїх радників, Його Тінь вирішує командувати «Лекссом» особисто і знищити всіх непокірних, підриваючи їхні планети. Тим часом охоронець в'язниці Стенлі Твідл за злісне порушення трудової дисципліни отримує покарання — мусить віддати три своїх органи. Вагаючись, він запізнюється на процедуру покарання і його засуджують до смерті. Разом з тим єретик Тодін, що володіє ключем від «Лексса» замислює викрасти цю зброю. В ході влаштованої ним диверсії Твідл зустрічає рабиню Зев, робота 790 і кількох втікачів з в'язниці. Разом з Тодіном вони пробираються на «Лексс», однак Тодін в бою гине і передає ключ Твідлу. Підісланий убивця Кай згадує, що був останнім брунен-джей і приєднується до решти, хто мимовільно став екіпажем «Лексса». Його Тінь розуміє, що пророцтво збувається та береться переслідувати «Лексс».

### Перший сезон
Група втікачів з планети Кластер різними шляхами опиняється на «Лекссі». Стенлі Твідл отримує від Тодіна ключ керування кораблем і викрадає «Лексс». Екіпаж не може знищити Кластер і мусить тікати, дорогою випробовуючи руйнівну силу «Лексса». При здійсненні аварійного переходу крізь фрактальне ядро корабель переноситься зі Світлого Всесвіту до Темного, сповненого хаосу. Екіпаж ставить собі за ціль знайти новий дім і перемогти Його Тінь.
Після поневірянь на різних планетах в Кая закінчується протокров, за якою команда наважується повернутися на Кластер. Втікачі застають Лігу 20000 планет спустошеною — майже все населення було згодовано Гігатіні — останній з Комах, що росте всередині Кластера. Гігатінь збирається відродити панування Комах і навіть «Лексс» не може зашкодити їй.

### Другий сезон
В пошуках протокрові команда звертається до слуги Його Тіні, Мантріда. Той користується нагодою для переселення до нового тіла, а Каєм заволодіває Гігатінь, змушуючи вбити Твідла. Згодом його вдається оживити, але з'являються численні охочі відібрати ключ від «Лексса». Корабель і його команда подорожує різними планетами, стикаючись з їх небезпеками та незвіданими куточками самого «Лексса». Тим часом Мантрід, яким керує сутність Гігатіні, прагне знищити все суще самокопійованими дронами. Вони переробляють більшість матерії Світлого Всесвіту в свої копії, загрожуючи згубити і «Лексс». Коли, здавалося, Всесвіт має загинути, величезна маса дронів, зібрана навколо корабля, мимоволі створює фрактальне ядро. Світлий Всесвіт знищується у Великому Вибуху, а «Лексс» встигає пролетіти до Темного.

### Третій сезон
Не маючи чим живитися, «Лексс» впадає в сплячку і починає дрейф. Екіпаж засинає в кріокамерах на тисячі років, а коли просинається, виявляє «Лексс» біля володінь Принца. Команда виявляється розідленою ним, частина опиняється на планеті Вода, частина — на ворожій до неї планеті Вогонь. Поки екіпаж «Лексса» встряє у різні пригоди на цих планетах, Принц шукає спосіб заволодіти кораблем. З часом мандрівники розуміють, що опинилися в Раю та Пеклі. Їм вдається зруйнувати планету Вогонь, а Принц «Лекссом» знищує Воду. Душі, зібрані на цих планетах, вирушають в напрямі Землі.

### Четвертий сезон
Команда «Лексса» прибуває на своєму кораблі до пародійної Землі. Уряд США виходить на контакт з прибульцями і ті пробують оселитися на цій планеті. Принц, перероджений на Землі, шукає як захопити «Лексс» знову. Тим часом виявляється, що планета заражена невідомими іншопланетянами-морквинами. Доктор Лонгбор будує корабель «Ной», на якому думає втекти з Землі. «Лексс» старіє і переварює власні тканини, але Принц проникає на борт і дозволяє з'їсти Голландію. На Землі поширюється хаос, збільшуваний інтригами Принца, витівками команди «Лексса» і рослинними іншопланетянами. Іншопланетяни наближаються з основними силами на астероїді, а «Лексс» знаходиться присмерті. Лонгбор тікає, лишивши на Землі прискорювач часток, щоб знищити її. Кай руйнує астероїд цим же прискорювачем, але 790 з ревнощів знищує Землю пострілом вже маразматичного «Лексса». Це вбиває «Лексса», але він лишає по собі маленьку копію себе. «Ной» летить в глибини космосу, а на його борту виникає Принц. Вцілілі з екіпажу «Лексса» збираються на новому кораблі та продовжують пошуки місця, яке б назвали домом.

## Персонажі

### Екіпаж «Лексса»
- Лексс (англ. Lexx) — живий космічний корабель, напіворганічний, напівмеханічний, виконаний в формі бабки. Був вирощений на планеті Кластер як зброя для знищення планет, незгідних з волею Його Тіні. Початково мав програму не шкодити лояльним планетам, але при переході в паралельний Всесвіт втратив пам'ять, отримавши змогу виконувати будь-які накази того, хто володіє спеціальним ключем. При потужності, достатній для миттєвого руйнування планет, «Лексс» не здатний оборонятися проти інших кораблів. Проте він, як більшою мірою органічний, може самовідновлюватися і виробляти повітря, воду та їжу для екіпажу. З часом «Лексс» старіє, втрачаючи дієздатність, але наприкінці серіалу породжує свою порівняно невелику цілком органічну копію.
- Стенлі Твіддл (Браян Дауні[en]) — капітан «Лексса», колишній боягузливий охоронець в'язниці найнижчого 4-го класу. За 10 років до подій серіалу був помічником кур'єра повстанців, але замість вирушити на завдання спершу пішов у бордель і потрапив у руки найманців. Видавши їм таємниці, спричинив величезне винищення «єретиків», був прийнятий на службу охоронцем, де за численні порушення накопичив значну кількість штрафів. Від Тодіна отримав нематеріальний ключ керування «Лекссом», завдяки чому і є капітаном. Твіддл боягуз і передусім намагається втекти в разі небезпеки. Разом з тим він знається на механіці та полюбляє залицятися до жінок, особливо Зев.
- Зев/Ксев Беллрінґер (Єва Хаберманн — 1 сезон, Ксенія Зіберг[en] — з 2 сезону) — жінка, що має якості хижої ящірки Кластера. Початково — товста і негарна, спеціально вирощена бути дружиною для найвідданіших слуг Його Тіні. Коли потенційний чоловік з відразою відмовився мати таку дружину, вдарила його, за що потрапила на процедуру примусового перетворення на «рабиню кохання». Через диверсію Тодіна вона встигла отримати гарне тіло (і деякі можливості ящірки, що опинилася поруч), але зберегла власний розум. Закохана в Кая, мимовільно тимчасово вбила його і загинула сама в другому сезоні, але була оживлена як Ксев. В новому тілі вона агресивніша і сексуальніша. Їй постійно не щастить налаштувати стосунки з чоловіками — всі, до кого вона проявляє симпатію, гинуть.
- Кай (Майкл Макманус[en]) — останній з брунен-джей, що був убитий Його Тінню і перетворений на безсмертного Божественного Вбивцю. На батьківщині був засуджений до найстрашнішої для свого народу страти — смерті від старості, за розголошення пророцтва про загибель брунен-джей. Під час атаки Його Тіні Кай вступив у бій та загинув. Його Тінь перетворив Кая на беземоційного неорганічного слугу, Божественного Вбивцю. На завданні зі знищення Тодіна й інших втікачів відновив свою пам'ять і повстав проти свого володаря, приєднавшись до команди «Лексса». Кай не показує емоцій і, хоч з вигляду відрізняється від людей тільки бідністю, має синтетичне тіло, відновлюване навіть після розчленування. Завдяки своїм знанням, вправності в боротьбі та живучості Кай неодноразово рятував команду. Проте його діяльність підтримується речовиною протокров'ю, якої обмаль, тому більшість часу він мусить проводити в замороженому стані. Наприкінці серіалу став живим за угодою з Принцом, але тут же загинув остаточно.
- 790 (озвучує Джеффрі Гіршфілд[en]) — службовий робот без тіла, що має лише голову з трьома екранами, де зображаються очі й рот. Отримавши програму «рабині кохання» замість Зев спочатку закохався в неї, потім в Кая. Містить фрагмент мозку жінки Сквізі Піммел, колись засудженої до пожертвування на органи. Робот часто надміру балакучий та агресивний через ревнощі. У фіналі серіалу перехопив керування кораблем і знищив Землю, бачачи в її населенні потенційних коханців Кая.
- Лаєкка (англ. Lyekka) — мисляча хижа рослина, що маскується під своїх жертв. Поширюється коконами по Всесвіту, а для харчування відправляє своїх агентів, що мімікрують під представників інших видів. Перебувала на борту «Леккса» непоміченою, а з часом прокинулася і приєдналася до команди. Представники її виду існують як у Світлому Всесвіті, так і Темному, але останні вирізняються більшою агресивністю і загрожують Землі.

### Противники «Лексса»
- Його Божественна Тінь, Його Тінь (Волтер Борден[en]) — верховний правитель Ліги 20000 планет, жорстокий володар, що носить чорний шкіряний плащ з капюшоном. Його сутність переселяється в нові тіла після зістарення нових, тому Його Тінь практично безсмертний. Носіями обираються найзліші люди, що відловлюються жерцями Божественного Ладу. Мозки попередніх носіїв видаляються і зберігаються підключеними до спеціальних систем. В такому стані вони, Божественні Предки, виступають радниками поточної Його Тіні, володіючи величезними знаннями і досвідом. Насправді Його Тінь і його слуги існують для відродження цивілізації Комах, яка споконвічно прагне знищити людей.
- Гігатінь (англ. The Gigashadow) — останній представник Комах, який переховується під поверхнею планети Кластер. Носій її сутності є Його Тінню. Для росту істоти було впроваджено покарання видаленням органів, які згодовуються Гігатіні. Врешті істота поглинула достатньо органічного матеріалу, щоб вирватися з-під поверхні Кластера і почати відродження Комах. Цьому завадив Кай, що знищив Гігатінь, хоча нематеріальна сутність цієї істоти лишилася в Мантріді.
- Мантрід (Дітер Лазер[en]) — біо-візир Його Тіні, геній, що винайшов численні технології Ліги 20000 планет. Має вигляд голови над контейнером з органам та відокремленими роботизованими руками. Після виявлення місця його «пенсійного» життя екіпажем «Лексса» отримав вдосконалене комахоподібне тіло і запустив самовідтворення своїх рук. Врешті руки Мантріда переробили на свої копії майже всю матерію свого Всесвіту і спричинили Великий Вибух. В четвертому сезоні екіпаж «Лексса» натрапив на його перевтілення, яке загинуло від рук Кая.
- Принц (Найджел Беннетт) — втілена Смерть, що живе впродовж всієї історії та після знищення власного тіла відроджується в новому, яке сам обирає. Разом з тим Принц поєднує функції Бога і Диявола: судить людей за їхні вчинки, відправляючи на райську планету Вода чи розжарену Вогонь. Екіпаж «Лексса» зустрів Принца на планеті Вогонь, де він правив, маніпулюючи людьми через хитрощі й красномовство. Після знищення Вогню і Води оселився на Землі як Принц Ізенбард. Повернув дійсне життя Каю, однак таким чином, щоб той за кілька хвилин помер. Коли 790 знищив цю планету, приєднався до вцілілих людей для продовження своєї діяльності.

## Оцінки й відгуки
Серіал зібрав середню глядацьку оцінку на IMDb 7,8 з 10.
Згідно з сайтом «SciFiNow», «Після того, як «TV Zone» назвала «Лексс» «найчарівніше хворим науково-фантастичним серіалом», він, безумовно, набув такого присмаку, але й сам по собі надзвичайно популярний. Похмурий, огидний, химерний і донкіхотський водночас, він, можливо, продавався своєю сексуальністю, але справжня радість від цього шоу полягала в його темному, викривленому гуморі на шибениці, який пронизував ядро оповіді. Замість того, щоб бути взірцями та героями, персонажі спотикалися від місії до місії через свої власні (зазвичай збочені) примхи, що є освіжаючою зміною після багатьох серіалів десятиліття».
Сайт «WhatCulture.com» зарахував «Лексс» до 12-и найнедооціненіших телесеріалів, пишучи, що це: «…вільна збірка жартівливих нісенітниць, наповнених епічною, майже оперною меланхолією: трактат про фаталізм, екзистенціалізм і жорстокість байдужого всесвіту… Незважаючи на точки порівняння з іншими історіями, „Лексс“ зухвало залишився самобутнім творінням: безладною, очманілою секс-комедією та нігілістським трактатом, що маскується під науково-фантастичну пригоду».